# Camera control unit
Camera control unit (CCU) er en type udstyr der bruges til at fjernstyre videoers og tv-kameraers funktioner i direktesendinger. CCU'er er vigtige er dele i mange typer tv-produktioner, særligt multikameraproduktioner.